# (41) Dafne
(41) Dafne es un asteroide perteneciente al cinturón de asteroides descubierto el 22 de mayo de 1856 por Hermann Mayer Salomon Goldschmidt desde París, Francia. Está nombrado por Dafne, un personaje de la mitología griega.

## Características orbitales
Dafne está situado a una distancia media de 2,76 ua del Sol, pudiendo alejarse hasta 3,52 ua y acercarse hasta 2 ua. Su excentricidad es 0,2753 y la inclinación orbital 15,8°. Emplea en completar una órbita alrededor del Sol 1675 días.